# Mark Lenzi
Mark Lenzi (n. 4 iulie 1968, Huntsville, Alabama, SUA – d. 9 aprilie 2012, Greenville⁠(d), Carolina de Nord, SUA) a fost un săritor în apă ce a reprezentat Statele Unite ale Americii, medaliat olimpic. A participat la 2 ediții ale Jocurilor Olimpice (1992, 1996) în care a câștigat o medalie de aur și o medalie de bronz.